# Belanovce (okręg pczyński)
Belanovce (cyr. Белановце) – wieś w Serbii, w okręgu pczyńskim, w gminie Vladičin Han. W 2011 roku liczyła 56 mieszkańców.